# Alcade
 (juin 2020).
L'alcade (alcalde en espagnol, du mot arabe قاضٍ qāḍī : « juge ») est le fonctionnaire qui dirige l'exécutif d'une administration locale en Espagne, en Colombie, en Bolivie, au Pérou, au Chili, au Mexique et au Venezuela. Il est nommé en général pour quatre à cinq ans et peut être réélu, dans la majorité des pays. Il a un rôle de représentation de la commune, les pouvoirs qui lui sont conférés variant selon les pays.
Autrefois, dans les royaumes hispaniques médiévaux après le Xe siècle et aux Temps modernes, dans les pays ou colonies hispaniques, l'alcade était un juge désigné, très souvent le premier magistrat d'une assemblée élue ou représentative.

## Au Costa Rica
L'alcade correspond au Costa Rica au troisième niveau du système électoral (les élections municipales). Il existe 81 municipalités dont l'assise géographique est le canton au Costa Rica. Les municipalités sont formées de deux organes : l'exécutif, composé d'un alcalde municipal et de deux alcaldes suplentes (suppléants) ; le législatif, sous la forme d'un conseil municipal, qui est l'organe délibérant de l'administration municipale. L'alcade et les membres du conseil municipal sont élus pour quatre ans.

## En Espagne
L'alcalde est l'équivalent du maire ou du bourgmestre.
Il préside le conseil municipal, dirige l'administration et représente la municipalité. Depuis une réforme locale du XIXe siècle, le maire n'a plus de fonctions judiciaires.
Il est élu par et parmi les conseillers municipaux, élus tous les quatre ans au suffrage universel direct. Dans les communes de moins de cent habitants ayant choisi le régime du « conseil ouvert » (concejo abierto), le maire est élu par l'ensemble des habitants du village. Lors de l'élection par le conseil municipal, si aucun candidat n'obtient le soutien de la majorité absolue des conseillers, le fauteuil de maire revient à la tête de la liste arrivée en tête lors des élections municipales.
Au Pays basque et en Navarre, la formulation basque alkatea peut être utilisée. Elle provient du terme castillan alcalde.

## Histoire médiévale du mot et évolution de la fonction d'alcade
Les historiens médiévistes connaissent le mot masculin alcade, souvent écrit alcadi ou alcudi, voire alkadi. Il est apparu au Xe siècle dans le nord de l'Espagne
Il s'est généralisé dans l'Espagne de la Reconquesta au XIe siècle. Il a déjà deux significations :
- i) un magistrat urbain, délégué de la justice royale ou régalienne. En conséquence, il est souvent désigné par le pouvoir.
- ii) un juge élu, compétent pour chaque communauté (musulmane, chrétienne, juive) d'une entité urbaine ou d'un territoire rural[2]

Par extension, le nom est donné dès la fin du Moyen Âge au gouverneur d'une ville ou à des premiers représentants d'une communauté religieuse ou villageoise. Au XVe siècle, des conflits fréquents des alcades élus avec les autorités royales décident ces dernières à généraliser les nominations, et à conférer aux alcades un statut plus ou moins restrictif de fonctionnaires. Apparaissent ainsi des alcades de cour au nombre de six, des alcades criminels, des alcades de hidalga (ou spécifique à la noblesse).

### En Bourgogne ancienne
Les alcades étaient des délégués des États de Bourgogne chargés de contrôler la Chambre des Élus (le Conseil Exécutif Provincial) entre les sessions des États. Le terme médiéval serait plutôt dû à une influence des procédures de l'administration de justice en péninsule ibérique.

### Un cas spécifique espagnol: l'alcade de la maison et de la cour royale
Du XIIIe siècle jusqu'en 1803, le titre et la fonction d'Alcade de la Casa y Corte, signifiant "le juge (alcade) de la maison royale (Casa) et de la cour de justice régalienne (Corte)" désignait un juge de la plus haute instance d'appel du royaume d'Espagne. Il avait également des fonctions administratives et gouvernementales. (Sala de Alcaldes de la Casa y Corte (es))

### Une confusion médiévale à éviter
Il ne faut pas confondre les alcades avec les alcalifos. Ce nom masculin pluriel est aussi typique de l'Espagne de la Reconquesta, mais il correspond soit à des magistrats subalternes, soit à des huissiers de justice (en arabe wazir) subordonnés à l'alcade, à des délégués d'une aljama, nom de la communauté juive ou musulmane, caractéristique d'un quartier urbain à institution autonome.

### Aux colonies espagnoles à partir des Temps modernes
Aux colonies espagnoles à partir des Temps modernes, l’alcade mayor préside le conseil de la municipalité constituée ou reconnue par le pouvoir. Les alcades ordinarios ou ordinaires s'occupent des affaires judiciaires sous l'autorité de la Couronne et du représentant du gouverneur.

## Littérature hispanique
- El Alcalde de Zalamea, pièce de Calderòn de la Barca (1651), illustre le conflit d'autorité latent entre l'alcade, président de la justice et de l'administration locale, et les représentants des pouvoirs régaliens et militaires.